# Henryk Różański

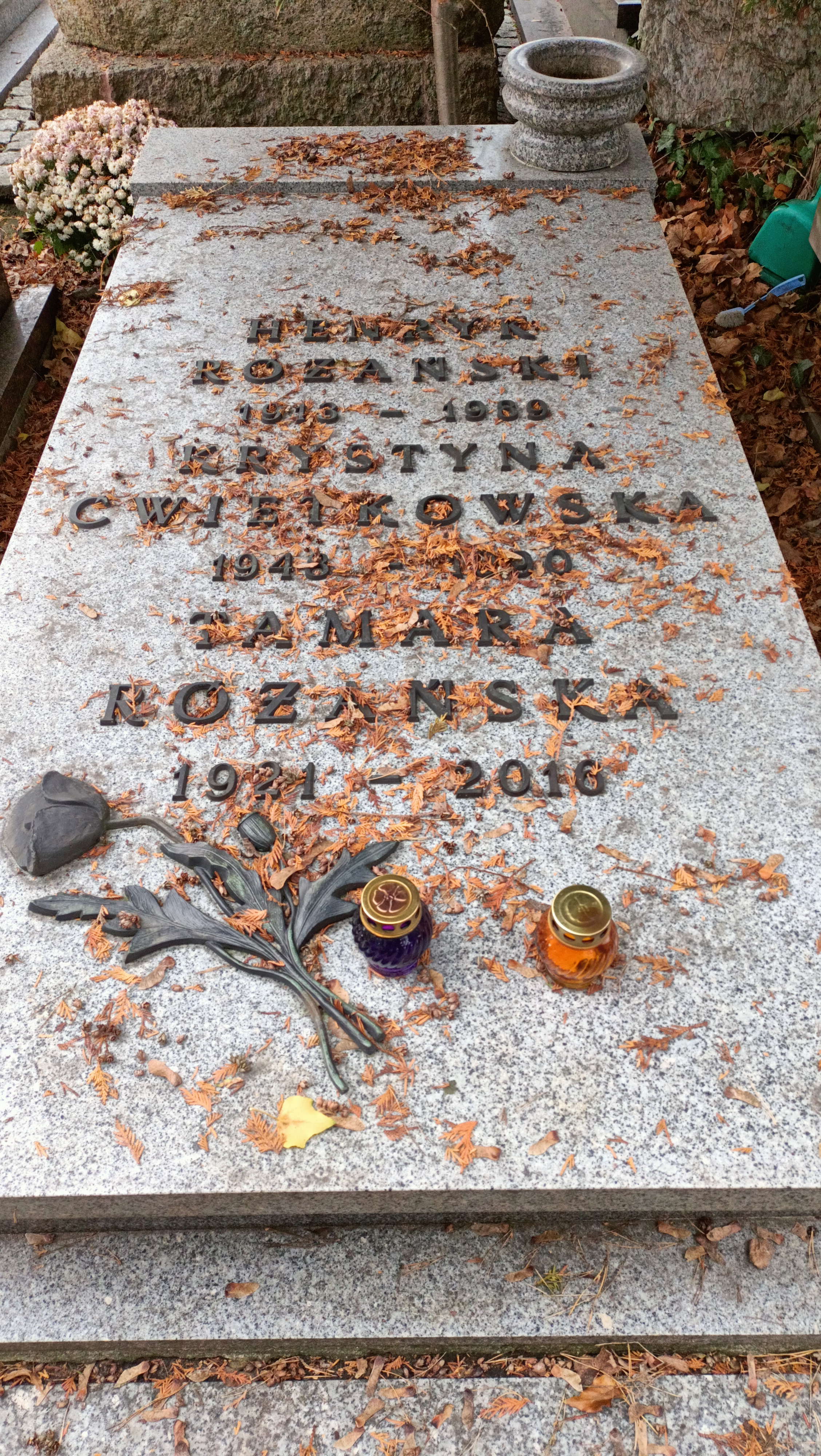
Grób Henryka Różańskiego na Cmentarzu Wojskowym na Powązkach

Henryk Józef Różański, nazwisko rodowe Rozental (ur. 20 listopada 1913 w Łodzi, zm. 26 września 1989) – polski komunistyczny działacz partyjny i państwowy, dyplomata, podsekretarz stanu w Ministerstwie Przemysłu (1945) oraz Ministerstwie Przemysłu i Handlu (1947–1949), w latach 1945–1947 wiceprezes Centralnego Urzędu Planowania.

## Życiorys
Syn Eliasza i Wiery. Ukończył Wydział Mechaniczny Państwowej Szkoły Włókienniczej w Łodzi, brał udział w kampanii wrześniowej (1939) w stopniu podporucznika oraz w bitwie pod Lenino (1943), gdzie został ciężko ranny.
W 1944 wstąpił do Polskiej Partii Robotniczej, w 1948 przekształconej w Polską Zjednoczoną Partię Robotniczą. W 1944 był dyrektorem biura w Polskim Komitecie Wyzwolenia Narodowego. Od stycznia do maja 1945 dyrektor biura Komitetu Ekonomicznego Rady Ministrów, a od września do listopada 1945 dyrektor Biura Ekonomicznego Prezydium Rady Ministrów.
Od 15 maja do 8 września 1945 pełnił funkcję podsekretarza stanu w Ministerstwie Przemysłu, następnie od września 1945 do marca 1947 wiceprezesa Centralnego Urzędu Planowania. Jednocześnie w 1946 był dyrektorem Komisji Kontroli i Nadzoru (ds. planu produkcji towarów przemysłowych dla wsi). Ponownie zajmował stanowisko podsekretarza stanu w resorcie przemysłu i handlu (27 marca 1947 – 9 stycznia 1949). Od 1949 do 1950 lub 1954 zastępca sekretarza rady w Radzie Wzajemnej Pomocy Gospodarczej, następnie wiceprzewodniczący Komitetu Współpracy Naukowo-Technicznej z Zagranicą przy Radzie Ministrów. Kierował pracami nad statutem RWPG. W latach 1962–1968 zastępca stałego przedstawiciela Polski w RWPG. 
Autor książek Śladem wspomnień i dokumentów (1943–1948) (wyd. 1987) i Spojrzenie na RWPG: wspomnienia, dokumenty, refleksje 1949–1988 (wyd. 1990).
Pochowany na Cmentarzu Wojskowym na Powązkach.